# Indonesian Aerospace
Indonesian Aerospace (IAe) (en indonesio: PT. Dirgantara Indonesia) es una empresa aeronáutica indonesia que se dedica al diseño, desarrollo y construcción de aeronaves civiles y militares. La compañía se creó en el año 1976 bajo el nombre de Industri Pesawat Terbang Nusantara (IPTN). 

## Productos

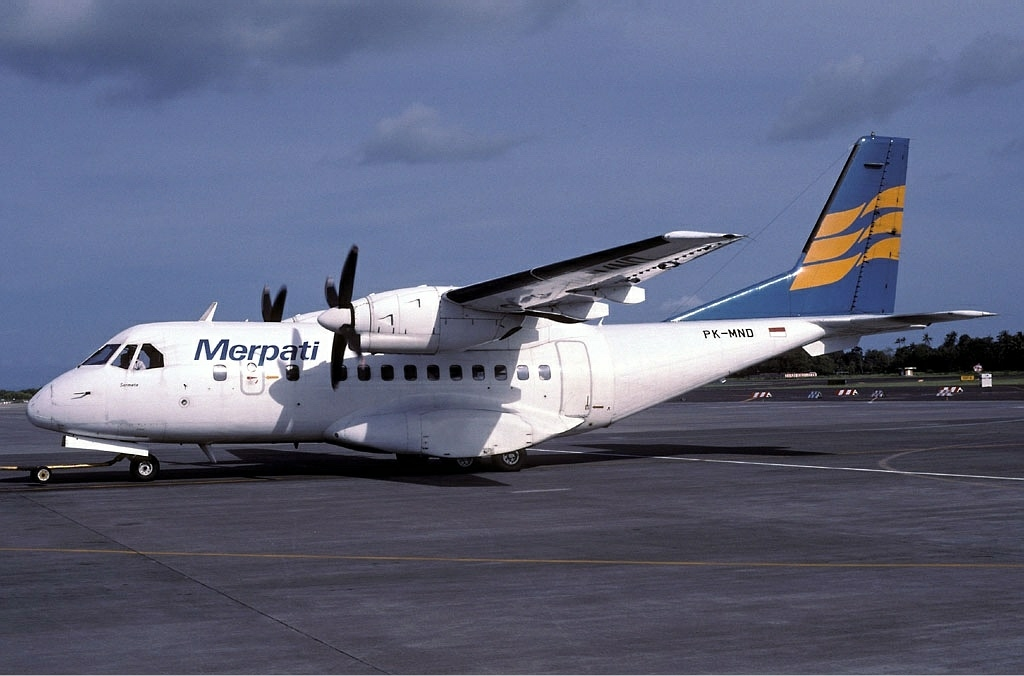
CASA/IPTN CN-235-10 de Merpati Nusantara Airlines.

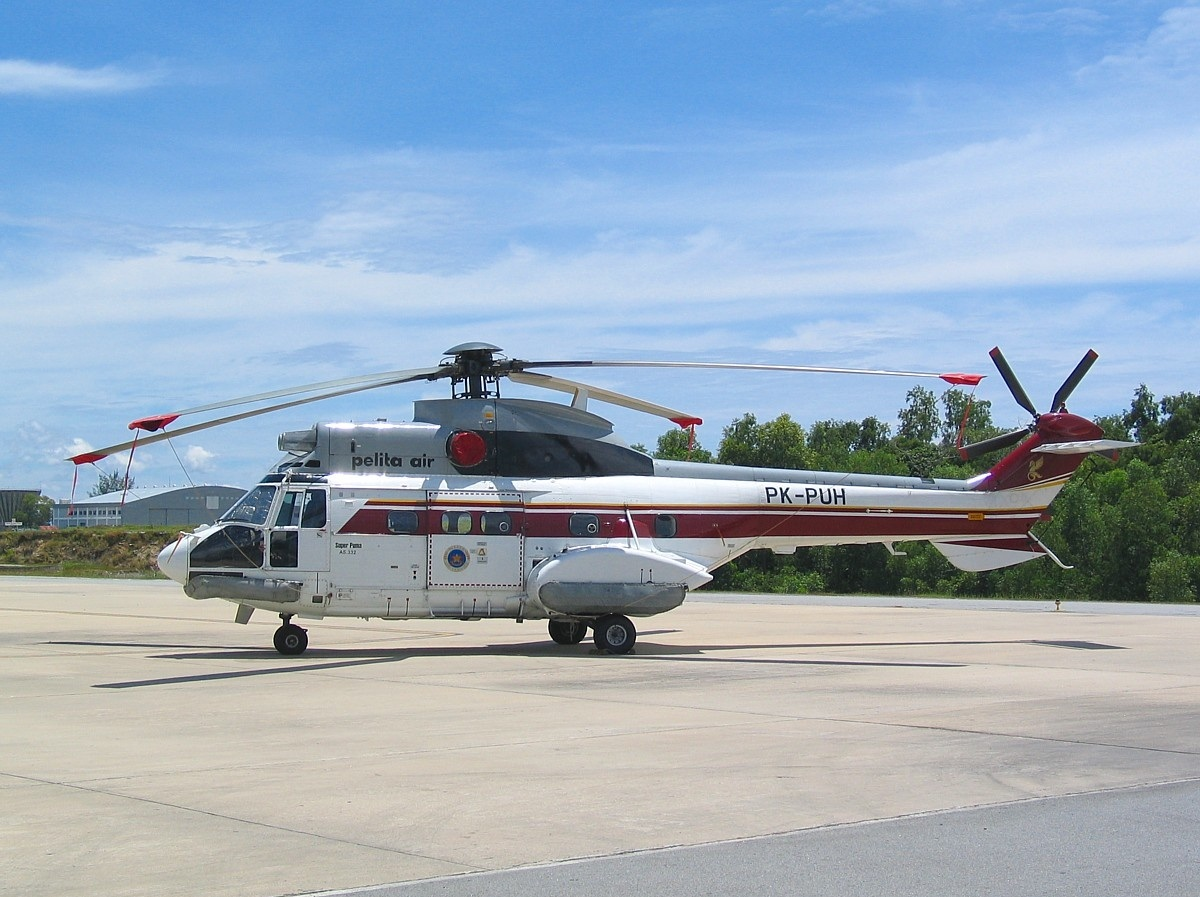
IPTN NAS-332C Super Puma de Pelita Air Service.

### Precursores de IAe
AURIAngkatan Udara Republik Indonesia
- NU-200 Sikumbang
- NU-225 Sikumbang (X-09)
- NU-260 Sikumbang (X-02)
- Belalang 85 (X-03)
- Belalang 90
- Kunang 25  (X-04)
- Super Kunang 35 (X-05 y X-07)
- Kindjeng 150 (X-06)
- B-8m Kolentang2

LIPNURLembaga Industri Penerbangan Nurtanio
- LIPNUR LT-200 Angkatang (Pazmany PL-2)
- LIPNUR Belalang
- LIPNUR Kindjeng
- LIPNUR Kolentang
- LIPNUR Kumbang
- LIPNUR Kunang-kunang
- LIPNUR Manyang
- LIPNUR Sikumbang
- LIPNUR Super Kunang I
- LIPNUR Super Kunang II

Nurtanio
- CASA-Nurtanio CN-235

### Aeronaves fabricadas por IAe
- CASA/IPTN CN-235, desarrollado conjuntamente con CASA.
- Indonesian Aerospace N-219.[1]
- Indonesian Aerospace N-250 Proyecto de avión regional abandonado.[2]
- Indonesian Aerospace N-2130 Proyecto abandonado.
- KAI KF-X, el 20% del desarrollo lo realiza IAe.[3]

Aeronaves fabricadas bajo licencia
- NAS 330J, producción bajo licencia del Aérospatiale Puma.
- NAS 332, producción bajo licencia del Eurocopter Super Puma.
- Eurocopter EC725, 6 helicópteros para la Fuerza Aérea Indonesia.[4]
- NB 412, producción bajo licencia del Bell 412.
- NBO 105, producción bajo licencia del Bölkow Bo 105.
- Munición merodeadora IAI Harop
- Eurocopter Fennec.[5]
- Eurocopter Ecureuil.[5]
- NC 212, producción bajo licencia del CASA C-212 Aviocar.[6][7][8]